# Rhinanthus asperulus
Rhinanthus asperulus är en snyltrotsväxtart som först beskrevs av Svante Samuel Murbeck, och fick sitt nu gällande namn av Soó. Rhinanthus asperulus ingår i släktet skallror, och familjen snyltrotsväxter. Inga underarter finns listade i Catalogue of Life.